# Comuna Rătești, Argeș
Rătești este o comună în județul Argeș, Muntenia, România, formată din satele Ciupa-Mănciulescu, Furduești, Mavrodolu, Nejlovelu, Pătuleni, Rătești (reședința) și Tigveni.

## Așezare
Comuna se află la marginea estică a județului, la limita cu județul Dâmbovița, pe malul drept al râului Argeș. Este străbătută de autostrada A1 care leagă Bucureștiul de Pitești, pe care este deservită de ieșirea etichetată Teiu/Rătești din ambele sensuri. Această ieșire dă în șoseaua județeană DJ702A, care duce spre sud-vest la Teiu și spre nord-est în județul Dâmbovița la Crângurile (unde se intersectează cu DN7), Valea Mare, Hulubești, Ludești și Mănești. La limita de județ, acest drum se intersectează cu șoseaua județeană DJ702G, care duce spre vest la Căteasca și Pitești și spre est în județul Dâmbovița la Crângurile și Petrești (unde se termină în DN61). Tot din DJ702A, la Nejlovelu se desparte șoseaua județeană DJ702J care duce spre sud-est în județul Dâmbovița la Morteni. Prin zona sud-vestică a comunei, prin satul Furduești, trece și șoseaua județeană DJ508, care o leagă spre nord de Căteasca și spre sud de Teiu și Negrași.

## Istorie
La sfârșitul secolului al XIX-lea, comuna se numea Rătești-Furduești, făcea parte din plasa Gălășești a județului Argeș, și avea 1003 locuitori în satele Furduești, Pătulul, Șindrilitul, Raletul, Rătești și Tigveni. În comună funcționau 3 biserici și o școală. Anuarul Socec din 1925 o consemnează în plasa Dâmbovnic a aceluiași județ, având numele actual de Rătești și o populație de 1965 de locuitori în satele Furduești, Pătuleni, Rătești și Tigveni.
În 1950, a fost transferată raionului Topoloveni și apoi (din 1961) raionului Găești din regiunea Argeș. În 1968, a revenit la județul Argeș, reînființat.

## Monumente istorice
Trei obiective din comuna Rătești sunt incluse în lista monumentelor istorice din județul Argeș ca monumente de interes local, toate clasificate ca monumente istorice de arhitectură și aflate în satul Tigveni: ansamblul casei Armand Călinescu (1925) — ansamblu alcătuit din casă (1925), anexe (1925) și parc (1925) —, biserica „Adormirea Maicii Domnului” (1856) și ansamblul conacului Gheorghe Brătianu (circa 1925, refăcut în 1958) — ansamblu alcătuit din conacul Gheorghe Brătianu, anexe și parc.

## Demografie
Componența etnică a comunei Rătești
     Români (91,04%)
     Alte etnii (0,9%)
     Necunoscută (8,06%)
Componența confesională a comunei Rătești
     Ortodocși (90,86%)
     Alte religii (0,72%)
     Necunoscută (8,42%)
Conform recensământului efectuat în 2021, populația comunei Rătești se ridică la 2.779 de locuitori, în scădere față de recensământul anterior din 2011, când fuseseră înregistrați 3.166 de locuitori. Majoritatea locuitorilor sunt români (91,04%), iar pentru 8,06% nu se cunoaște apartenența etnică. Din punct de vedere confesional, majoritatea locuitorilor sunt ortodocși (90,86%), iar pentru 8,42% nu se cunoaște apartenența confesională.

## Politică și administrație
Comuna Rătești este administrată de un primar și un consiliu local compus din 11 consilieri. Primarul, Vasile-Cornel Petrică[*], de la Partidul Social Democrat, este în funcție din 2016. Începând cu alegerile locale din 2024, consiliul local are următoarea componență pe partide politice:
|  | Partid                          | Consilieri | Componența Consiliului | Componența Consiliului | Componența Consiliului | Componența Consiliului | Componența Consiliului | Componența Consiliului | Componența Consiliului |
|  | ------------------------------- | ---------- | ---------------------- | ---------------------- | ---------------------- | ---------------------- | ---------------------- | ---------------------- | ---------------------- |
|  | Partidul Social Democrat        | 7          |                        |                        |                        |                        |                        |                        |                        |
|  | Partidul Național Liberal       | 3          |                        |                        |                        |                        |                        |                        |                        |
|  | Alianța pentru Unirea Românilor | 1          |                        |                        |                        |                        |                        |                        |                        |